# Harasupia pustulatus
Harasupia pustulatus är en insektsart som beskrevs av Spångberg 1878. Harasupia pustulatus ingår i släktet Harasupia och familjen dvärgstritar. Inga underarter finns listade i Catalogue of Life.